# Défécation en plein air

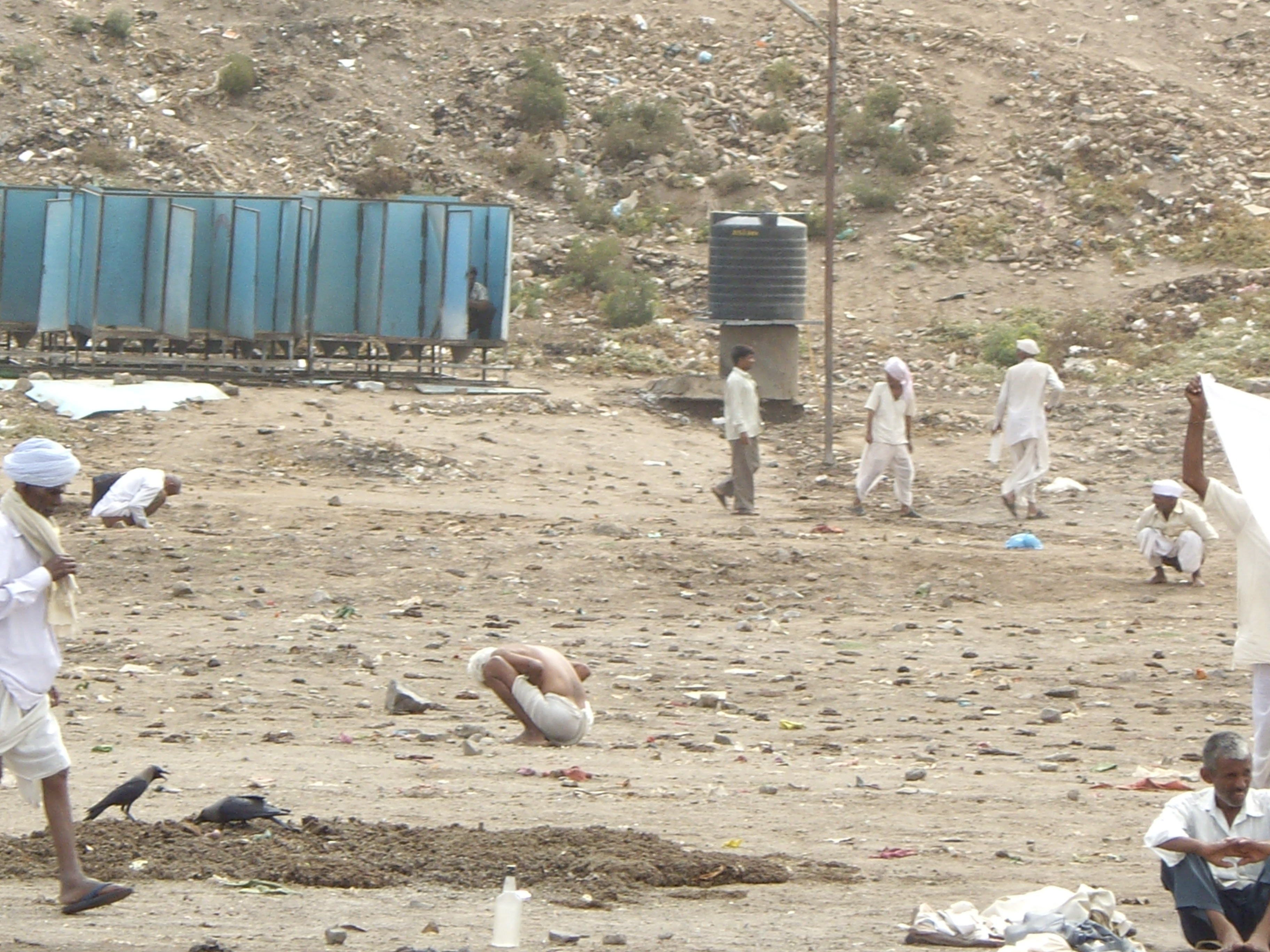
Défécation en plein air à Pandharpur en Inde.

La défécation en plein air, aussi souvent appelée défécation à l'air libre, est l'action de déféquer à l'extérieur des habitations, hors de toilettes publiques. Dans les zones peuplées, la contamination de l'eau par les matières fécales est à l'origine de problèmes de santé publique qui font partie de ce qu'il est convenu d'appeler le péril fécal.
L'élimination de la défécation en plein air est l'objectif principal de l'amélioration de l’assainissement à l'échelle mondiale et l’un des indicateurs principaux de suivi des objectifs de développement durable. Même si des toilettes sont disponibles dans de nombreuses régions du monde, certaines personnes ont encore besoin d’être convaincues d’utiliser les toilettes pour abandonner la défécation en plein air. Par conséquent, la nécessité d’un changement de comportement est essentielle, en parallèle de la mise à disposition de toilettes adaptés aux utilisateurs. La pratique de la défécation à l'air libre peut être liée à des facteurs culturels traditionnels, au manque de toilettes, ou aux deux.
L’extrême pauvreté et le manque d’assainissement sont statistiquement liés. L’élimination de la défécation en plein air fait partie intégrante du processus de développement. Une forte prévalence de défécation à l’air libre est généralement corrélée avec une forte mortalité infantile ou juvénile, des niveaux élevés de dénutrition, de pauvreté, et de grandes disparités entre les riches et les pauvres(p11).
Environ 946 millions de personnes, soit 13 % de la population mondiale, pratiquent la défécation à l'air libre en 2015. À la suite d'une campagne nationale menée par la Swachh Bharat Mission (SBM), l'Inde a fortement réduit la défécation en plein air, faisant rapidement chuter sa prévalence de 600 à 150 millions de personnes,,. La prévalence est plus importante dans les zones rurales (52 %), par opposition aux zones urbaines (7,5 %). Les pays avec une forte prévalence sont l’Indonésie (54 millions), suivie par le Pakistan (41 millions),,, le Nigeria (39 millions), l’Éthiopie (34 millions) et le Soudan (17 millions).

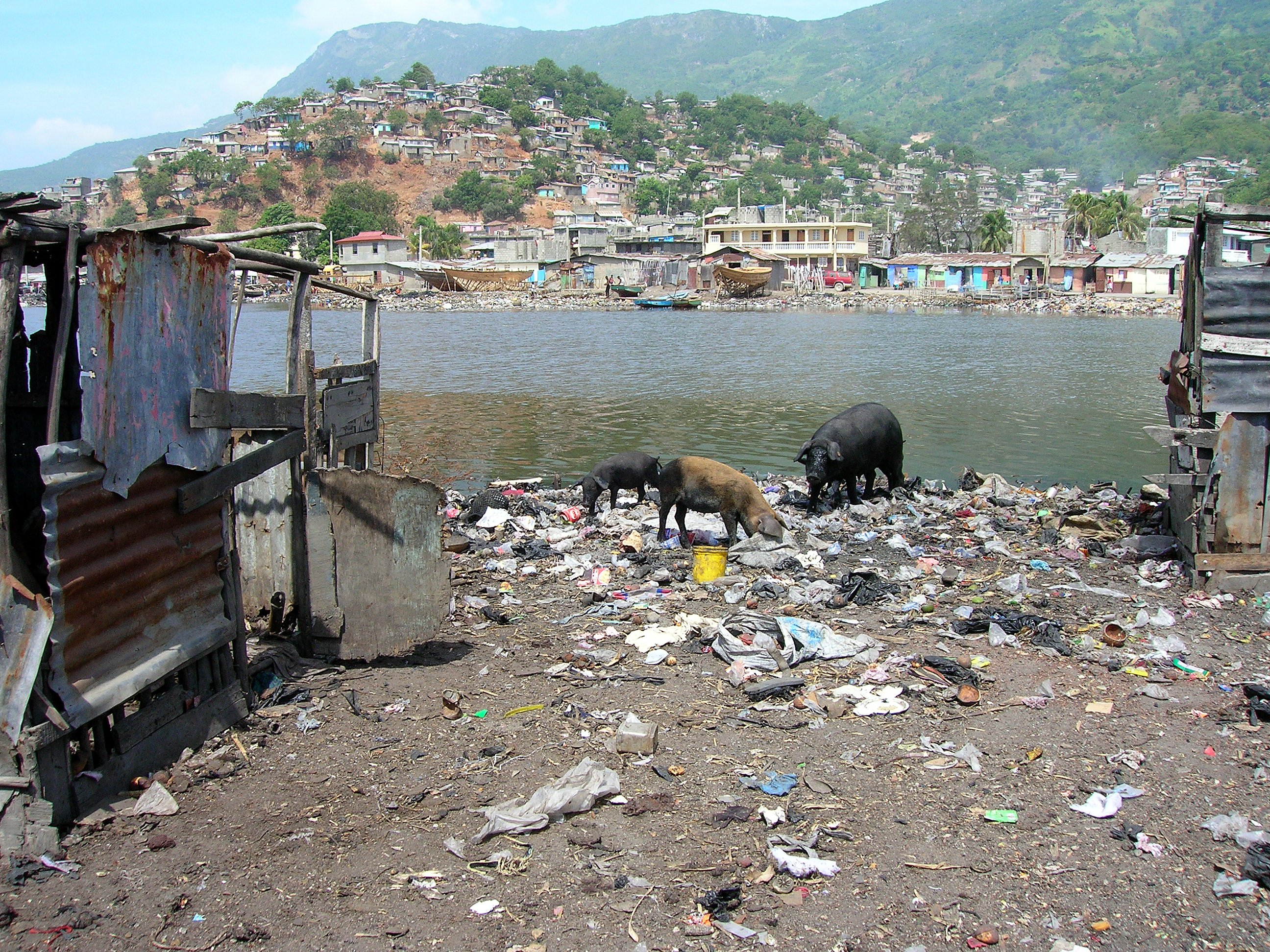
Décharge sauvage et lieu de défécation à l'air libre à Cap-Haïtien.

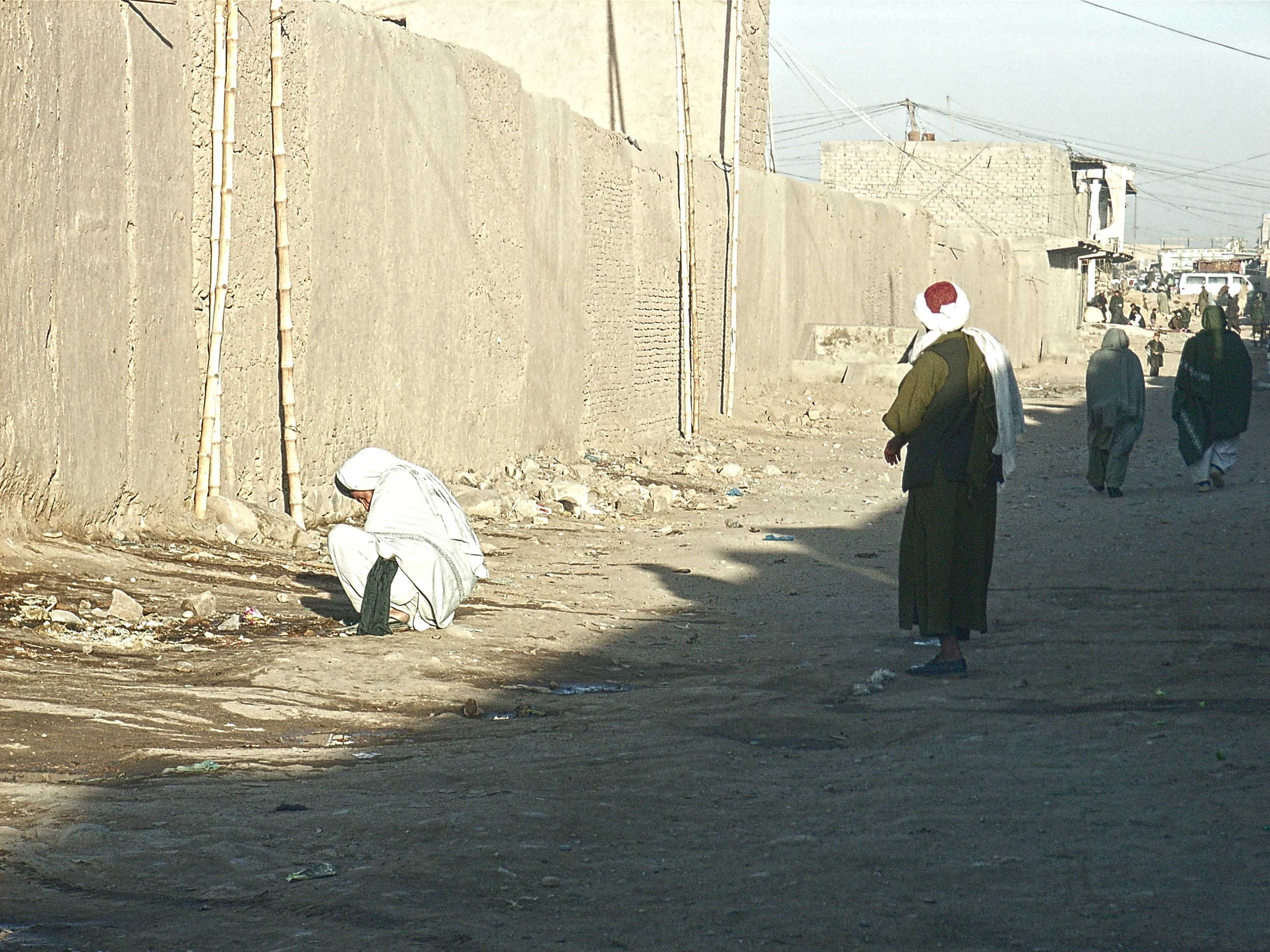
Défécation en plein air à Tirin Kowt bazar en Afghanistan.

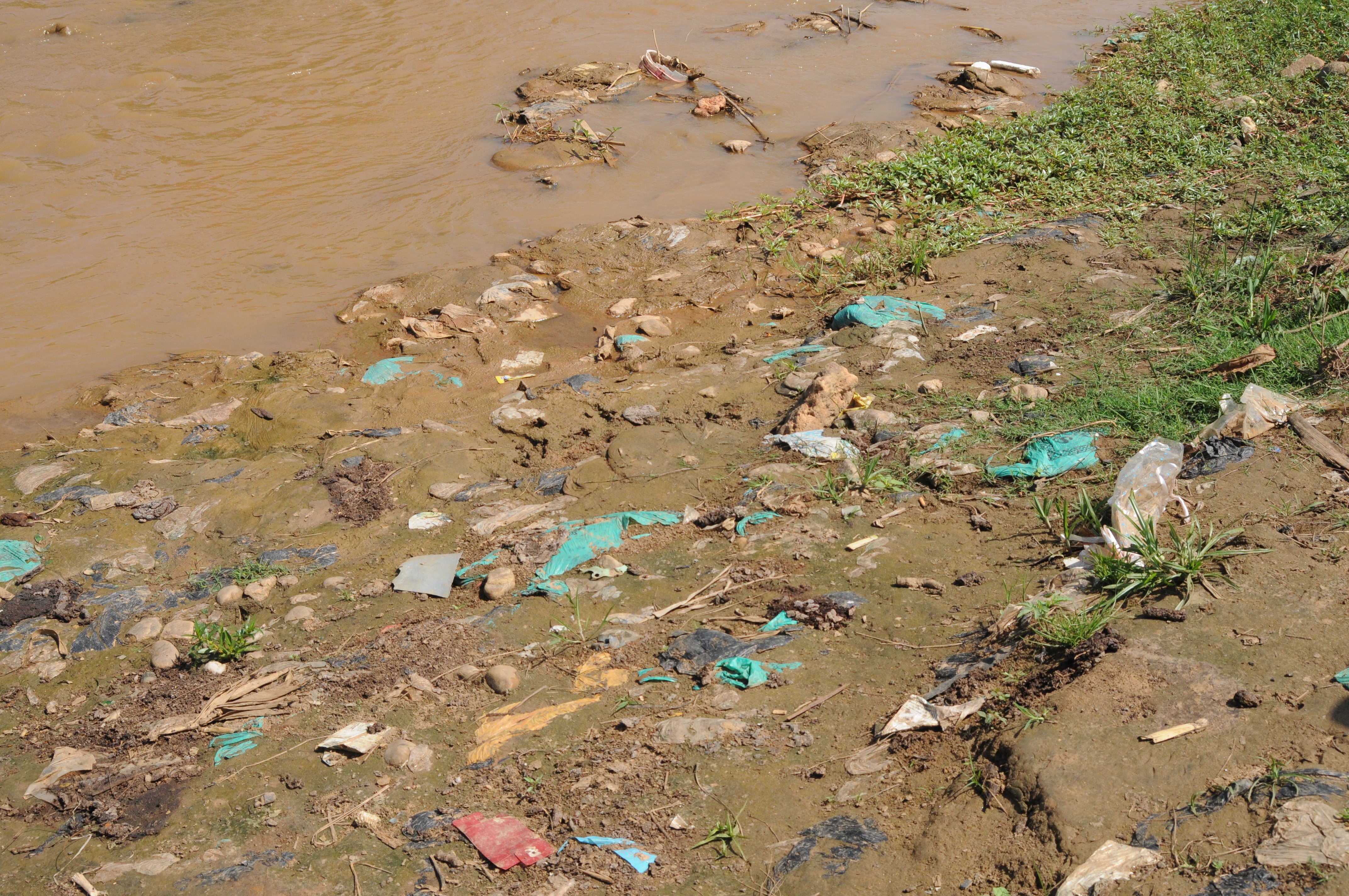
Défécation en plein air le long d'une rivière à Bujumbura, capitale du Burundi.

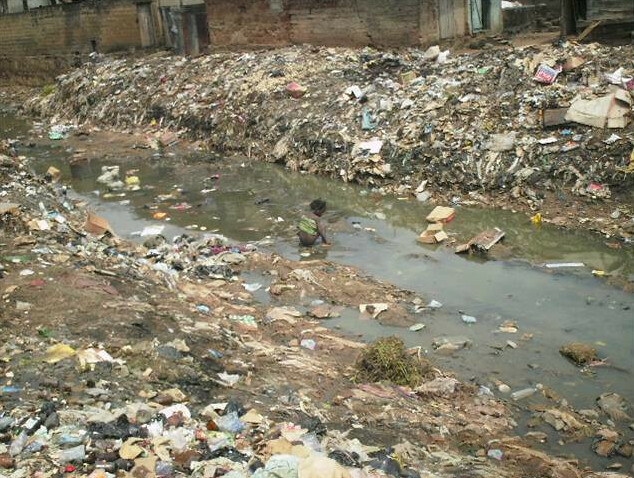
Enfant en train de déféquer dans un égout à ciel ouvert du bidonville de Gégé à Ibadan au Nigeria.

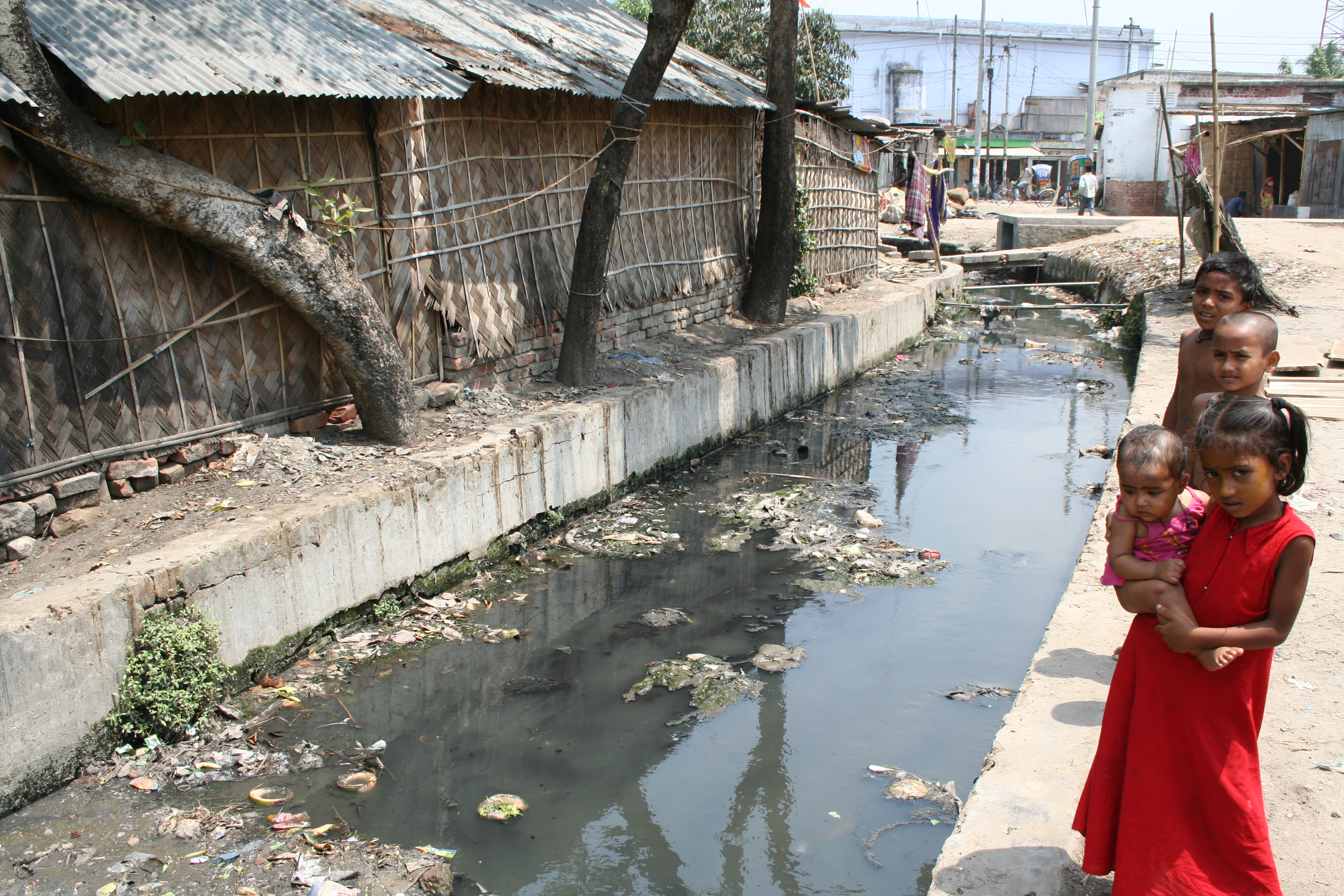
Drain utilisé pour déféquer et uriner au Bangladesh.

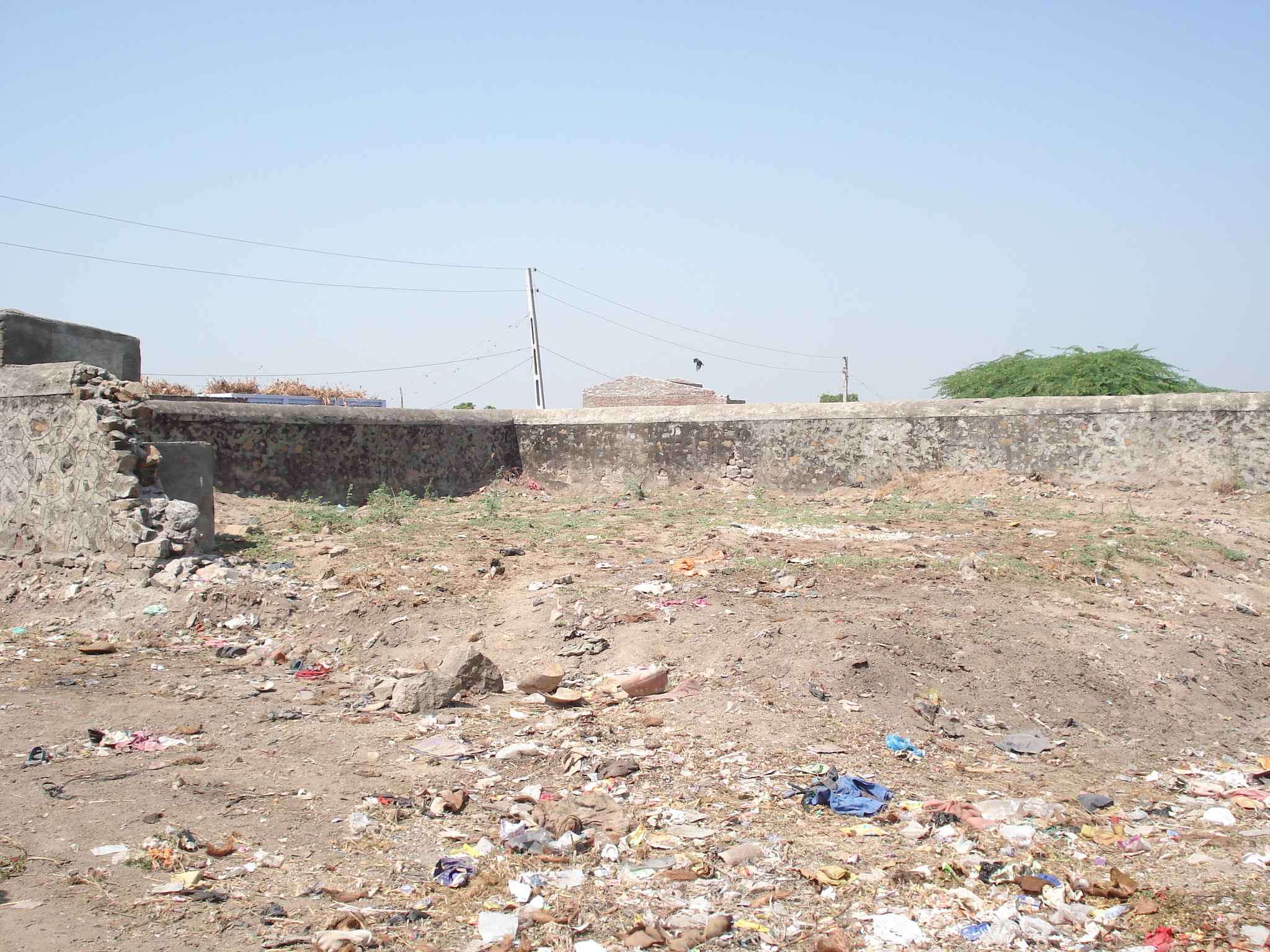
Défécation en plein air et décharge sauvage dans la zone de Palijat dans l'état de Gujarat, en Inde.

## Motivations
Les facteurs expliquant la défécation à l'air libre sont variés. Cette pratique peut en effet être volontaire ou semi-volontaire, mais dans la plupart des cas, elle s'explique par l’inexistence de toilettes ou par leur insalubrité, leur manque d'attractivité ou le danger que leur utilisation implique.
Diverses raisons amènent une personne à déféquer à l'extérieur, celles-ci peuvent inclure :
- un manque de toilettes disponibles ;
- des toilettes disponibles mais de « faible qualité », à savoir :
  - les toilettes sont sales, sombres et malodorantes, ou peu attrayantes (c'est souvent le cas pour les toilettes publiques),
  - il y a un risque pour la sécurité personnelle (par exemple dans le cas des toilettes publiques ou partagées, fréquentées par des criminels attendant d'éventuelles victimes),
  - les toilettes sont éloignées ; aussi, il peut être dangereux de s'y rendre la nuit et elles peuvent être hors d'atteinte en cas de diarrhée qui rend urgent le besoin de déféquer,
  - la toilette est vétuste, et l'utilisateur peut craindre un effondrement ou un danger pour les enfants,
  - la structure englobant la toilette ne fournit pas assez d'intimité ;
- l'ignorance des avantages de l'utilisation de toilettes.

Des personnes possédant des toilettes chez eux peuvent décider de pratiquer la défécation en plein air pour plusieurs raisons :
- les toilettes ont été construits par une ONG ou un programme gouvernemental sans concertation avec les bénéficiaires ;
- les toilettes peuvent être utilisées pour d'autres usages, par exemple en tant qu'espace de stockage ;
- afin de retarder le remplissage de la fosse dans le cas où le lieu d'aisance est équipé d'une latrine à fosse ;
- pas de toilettes disponibles sur le lieu de travail (par exemple, au cours du travail agricole ou à l'école) ;
- la défécation en plein air s'insère dans une routine ou une norme sociale ;
- il existe des tabous sur l'utilisation des toilettes (par exemple, pour le beau-père, celui de ne pas utiliser les mêmes toilettes que sa belle-fille) ;
- des préférences culturelles ou des habitudes : aller aux toilettes « en plein air », directement dans une rivière ou un ruisseau, ou même dans la brousse, donne un meilleur confort que l'utilisation d'un trou malodorant dans le sol, attirant les mouches et manquant de lumière.

## Prévalence
Dans les pays développés, la prévalence de la défécation à l'air libre dans le cadre d'activités récréatives dans la nature est difficile à estimer, mais on estime qu'elle a une faible incidence sanitaire et environnementale.
En France, quelques cas sont signalés depuis 2013,,,,.
Dans les pays en développement, la situation est en revanche[pas clair] tout à fait différente. Là, la défécation à l'air libre est une pratique fortement associée à la pauvreté et l'exclusion, en particulier quand elle s'effectue dans un environnement urbanisé, par exemple dans les bidonvilles.

### Programme commun de suivi
Le Programme commun de suivi de l'approvisionnement en eau et de l'assainissement (en anglais Joint Monitoring Program) piloté par l'UNICEF et l'OMS a collecté des données sur la prévalence de la défécation en plein air dans le monde entier. Les chiffres sont séparés entre zones urbaines et rurales et par quantiles de richesse. Ce programme est chargé de suivre les progrès vers les objectifs du millénaire pour le développement (OMD) relatifs à l'eau potable et à l'assainissement. Comme la défécation en plein air est un exemple de déficiences de l'assainissement, il est surveillé par le JMP pour chaque pays et les données chiffrés sont publiées régulièrement. les chiffres sur la défécation à l'air libre étaient précédemment regroupées avec d'autres donnés sur les déficiences de l'assainissement, mais sont collectées séparément depuis 2010.
L'éradication de la défécation en plein air fait l'objet d'une cible de l'Objectif de développement durable n° 6 de l'ONU.
Au cours des 22 dernières années, le nombre de personnes pratiquant la défécation en plein air a diminué de 21 %, passant de 1,3 milliard de personnes en 1990 à un milliard en 2012(p6). La plupart des personnes (9 sur 10) qui pratiquent la défécation à l'air libre vivent en zone rurale, mais leur nombre dans les zones urbaines est en augmentation.
82% d'entre elles vivent dans un ensemble de dix pays.
En Inde, la Swachh Bharat Mission (SBM) est une campagne nationale de 2014 à 2019 pour éradiquer la défécation à l'air libre dans les zones urbaines et rurales en Inde d'ici octobre 2019 et a permis de réduire considérablement la défécation à l'air libre qui est estimé fin 2018 pratiqué par seulement 1,4% de la population selon les chiffres officiels,,.

## Conséquences sanitaires
De la défécation en plein air — et le manque d’assainissement et d’hygiène en général — résulte un péril fécal qui est un facteur important dans la prévalence de diverses maladies, notamment la diarrhée et les infections par les vers intestinaux, mais aussi la fièvre typhoïde, le choléra, l’hépatite, la poliomyélite et le trachome. En 2011, la diarrhée infectieuse a causé environ 700 000 décès chez les enfants de moins de cinq ans et 250 millions de jours d’absence à l’école,. La pratique peut aussi indirectement conduire à la malnutrition et à un retard de croissance chez les enfants.
Certaines maladies, qui sont regroupées sous le nom de maladies hydriques, sont transmises par les agents pathogènes fécaux présents dans l’eau contaminée. Cette contamination peut-être induite par la pratique de la défécation en plein air.
Les matières fécales peuvent aisément être dispersées dans l’environnement à la suite de pluies, se retrouvant dans les eaux de surface ou encore dans des puits non couverts.
En 2014, l’OMS a déterminé que la défécation en plein air est la principale cause de décès par diarrhée. En moyenne, près de 2 000 enfants de moins de cinq ans meurent de diarrhée chaque jour.
Les jeunes enfants sont particulièrement vulnérables lorsqu’ils ingèrent des résidus de matières fécales issues d’autres personnes. En effet, ils rampent sur le sol, marchent pieds nus, et mettent toutes sortes de choses dans leur bouche sans se laver les mains.
Les pays où la défécation en plein air est relativement commune présentent les taux de décès d'enfants de moins de cinq ans les plus élevés, ainsi que des niveaux élevés de malnutrition (conduisant à un retard de croissance chez les enfants) et de pauvreté, et de grandes disparités entre les riches et les pauvres.
Des recherches menées en Inde ont montré que les effets néfastes sur la santé sont significativement plus élevés là où la densité de population est élevée : « Pour une même prévalence de défécation en plein air, celle-ci est deux fois plus néfaste dans un lieu à forte densité de population, comme l'Inde par exemple que dans une région avec une faible densité de population, comme en Afrique sub-Saharienne. »
De plus, dans le monde 1 femme sur 3 s’expose aux maladies, à la honte, à des risques de harcèlement ou d’attaques parce qu’elle n’a pas d’endroit sûr pour aller aux toilettes. Cela représente 526 millions de femmes qui n’ont d’autres choix que de déféquer à l’air libre (Chiffres à revoir, 1/3 des femmes dans le monde ne font pas 526 millions).

## Risque en matière de sécurité
La pratique a également un fort impact sur les femmes : le manque de toilettes privées, dans lesquelles les femmes et les filles sont moins vulnérables à la violence est un obstacle à l'éducation des femmes et au développement personnel de celles-ci. Les femmes sont exposées aux agressions sexuelles durant leur recherche de lieux de défécation qui sont souvent isolés et peu lumineux,.

## Actions de prévention
Les facteurs essentiels pour éradiquer la défécation à l'air libre comprennent :
- la volonté politique,
- l’accent sur le changement de comportement,
- l’existence de toilettes avec un bon niveau de services,
- une économie permettant le développement de services,
- la mise en place d'incitations efficaces.

Les efforts de réduction de la défécation en plein air sont proches de ceux réalisés pour atteindre la cible des objectifs du millénaire pour le développement (OMD) relatifs à l’accès à l’assainissement. Pour parvenir à cet objectif, des campagnes de sensibilisation sont menés. L’ONU a ainsi initié la journée mondiale des toilettes, World Toilet Day en anglais. Les campagnes d'assainissement total sous l’égide de la communauté (en anglais, Community-Led Total Sanitation, CLTS) ont mis un accent particulier sur l’élimination de la défécation à l’air libre au travers d'initiatives propres des populations concernés.
En Inde, où un grand nombre de personnes pratiquent la défécation à l’air libre, un ambitieux programme nommé Swachh Bharat Abhiyan (Mission Inde propre) est en déploiement pour réduire la prévalence de la pratique.
Par ailleurs, en 2014, l’UNICEF a lancé une campagne multimédia contre la défécation à l'air libre, en exhortant les gens  à « amener leur caca aux toilettes ».

### Technologie

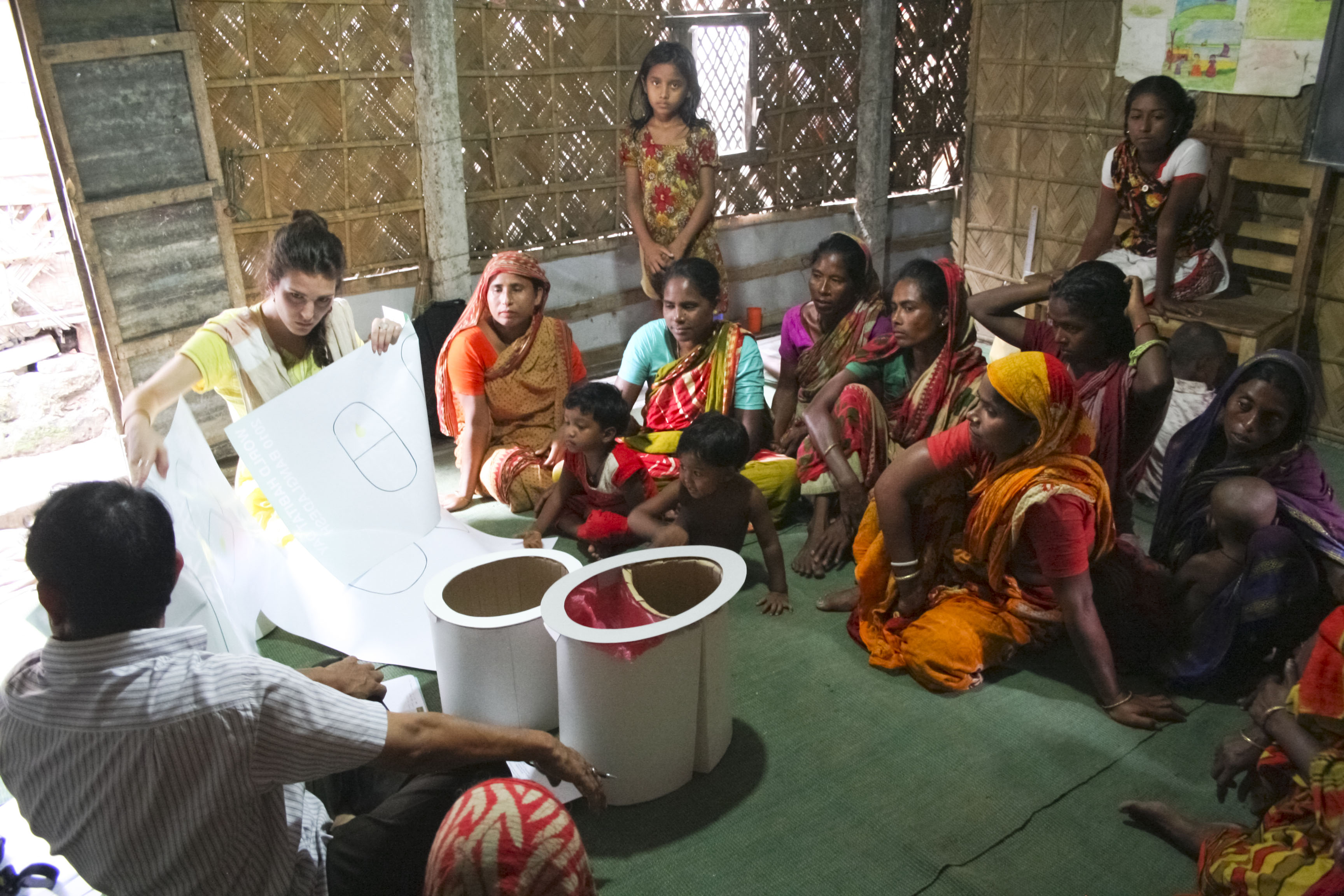
Les résidents de Mymensingh (Bangladesh) participent à un atelier afin de découvrir les options d’assainissement (MoSan) existantes en alternative à la défécation à l’air libre.

Il existe de nombreuses technologies d’assainissement relativement simples pouvant contribuer à réduire la prévalence de la défécation à l’air libre.

#### Toilettes «volantes» ou en sacs
On peut utiliser des sacs en plastique, ce que l'on appelle les toilettes volantes, en particulier la nuit, pour contenir ses excréments. Néanmoins, une solution plus élaborée a été développée par la société suédoise Peepoople qui est à l'origine du « sac Peepoo », « toilettes personnels, à usage unique, auto-désinfectantes et entièrement biodégradables qui empêchent les selles de contaminer la zone environnante ». Ces sacs sont utilisés dans des écoles et des bidonvilles ainsi qu'à l'occasion de crises humanitaires,.

#### Toilettes portables
Il existe diverses variantes de toilettes portables, l’une d’elles étant les toilettes à séparation d'urine qui peuvent les rendre semblables à des toilettes sèches. La séparation de l'urine peut réduire sensiblement l'odeur des latrines et donc encourager l'usage de celles-ci.

Un ArborLoo pour planter les arbres.

Deux exemples d'utilisations de ce type de toilettes pour réduire la défécation à l'air libre sont les toilettes « MoSan » utilisées au Kenya et le séparateur à urine mise en place par SOIL (en) à Haïti.

#### ArborLoo
Les ArborLoo sont des structures simples et légères placées sur des trous peu profonds dans le sol. L'urine et les matières fécales tombent ensemble et sont recouvertes par l'utilisateur de matières organiques, terre, feuilles ou cendres. Lorsque le trou est proche du remplissage, la structure est déplacée vers un autre trou et un arbre est planté sur l'ancien trou. Les excréments dangereux sont encapsulés en toute sécurité dans le sol et les nutriments sont recyclés via l'arbre.